# دونگ گوتائو
دونگ گوتائو (انگلیسی: Dong Guotao؛ زادهٔ ۸ مارس ۱۹۸۰) شمشیرباز اهل چین بود. وی در بازی‌های المپیک تابستانی ۲۰۰۸ شرکت کرده‌است.